# ケツノポリス13
『ケツノポリス13』（ケツノポリス・サーティーン）は、ケツメイシ13作目のアルバム。2024年1月31日発売。発売元はavex trax。

## 解説
- 前作『ケツノポリス12』より約3年ぶりのオリジナル・アルバム。本作のカラーは浅葱色に花の模様が描かれている。
- テレビ朝日系 土曜ナイトドラマ『6秒間の軌跡〜花火師・望月星太郎の憂鬱』の主題歌となった『夜空を翔ける』、テレビ東京系ドラマ「ジャンヌの裁き」の主題歌として書き下ろした新曲「We GO」など、新曲11曲と既発曲の計15曲を収録[2]。ツアー限定シングル『一等星☆/野に咲く花』、配信シングル『One step』は未収録。
- それぞれDVD付き、Blu-ray付き、CDのみの3仕様でリリースされ、DVDおよびBlu-rayにはミュージックビデオ3曲や、9年ぶりの夏フェス出演となった「MONSTER baSH 2023」のライブダイジェスト映像を収録。

## 収録曲
- 全作詞：ケツメイシ

1. 奇想天外な商店街
作曲：ケツメイシ、小松一也
テレビ朝日『じゅん散歩』2024年2月～5月度エンディングテーマ。
2. We GO
作曲：ケツメイシ、柳沢英樹
テレビ東京系ドラマ『ジャンヌの裁き』主題歌。
3. 脳内サンバ
作曲：ケツメイシ、YAMATSU
4. SWEET BABY（Album Version）
作曲：ケツメイシ、GIRA MUNDO
配信シングル。日産「ルークス」CMソング。アルバムバージョンで収録。
5. 自分が思っていたよりも
作曲：ケツメイシ、S-kit
34thシングル（トリプルA面）。NHK『みんなのうた』2022年12月- 2023年1月使用曲。
6. もう既に君が好き
作曲：ケツメイシ、Justakiid
7. ちょっとGPT
作曲：ケツメイシ、416
8. GENKI DESUKA?
作曲：ケツメイシ、池澤聡
曲名はアントニオ猪木の語録である「元気ですか」から来ており、曲中には実際の猪木の声がサンプリングされている。
アルバム発売後の2025年5月26日には玉木宏が監督、青木崇高が主演を務めたイメージムービーが制作された[3]。
9. おじさんの取説
作曲：ケツメイシ
10. YESか？農家？
作曲：ケツメイシ
11. UTAGE
作曲：ケツメイシ、Justakiid
配信シングル。サミー「ぱちんこ いくさの子」メインテーマ曲。
12. 海外駐在員への唄
作曲：ケツメイシ、GRP
日本テレビ系『それって!?実際どうなの課』2024年2月度エンディングテーマ。
MVが製作され、アルバム発売日に公開された。MV内にはザ・マミィが同期入社のサラリーマン役として出演している[4]。
13. 友情ってやつは
作曲：ケツメイシ、EQ
14. 夜空を翔ける
作曲：ケツメイシ、柳沢英樹
34thシングル（トリプルA面）。テレビ朝日系 土曜ナイトドラマ『6秒間の軌跡〜花火師・望月星太郎の憂鬱』主題歌。
15. 普通ってなんだよ
作曲：ケツメイシ、GRP
MVが製作され、アルバム発売後となる2024年2月4日に公開された。

## DVD/Blu-ray
1. 「奇想天外な商店街」MV
2. 「We GO」MV
3. 「夜空を翔ける」MV
4. 「奇想天外な商店街」MV Making Movie
5. 「We GO」MV Making Movie

- MONSTER baSH 2023（2023.8.19）

1. 夏の思い出
2. KTM Festival Tripメドレー（ライフイズビューティフル～仲間～涙）
3. 友よ 〜 この先もずっと…
4. 闘え！サラリーマン

- 沖縄Jacket Making Movie